# Wilfred Middlebrooks
Wilfred Roland „Walkin’ Willie“ Middlebrooks, auch Fred Middlebrooks, (* 17. Juli 1933 in Chattanooga, Tennessee; † 13. März 2008 in Pasadena, Kalifornien) war ein US-amerikanischer Jazz-Bassist.
Wilfred Middlebrooks war Sohn eines Bassisten, der halbprofessionell arbeitete, und einer Pianistin. Nach Klavierstunden als Kind begann er mit zwölf Jahren mit dem Bass; er erhielt Unterricht vom Bassisten des Chattanooga Symphony Orchestra. Mit 15 Jahren verließ er seine Familie und spielte in einer tourenden „Carnival Show“. Bei den Tourneen durch die Südstaaten lernte er auch einen Veteranen des New Orleans Jazz, den Trompeter Punch Miller kennen. Als die Show in New York 1950 ankam, wechselte er in die Formation des Ex-Basie Saxophonisten Tab Smith, die damals in afroamerikanischen Clubs sehr populär war; dabei entstanden erste Aufnahmen. 1953 wurde er zur US Army eingezogen. Stationiert in Camp Stewart in Georgia spielte er Tuba in einer Armeeband und Streichbass in einem Tanzorchester. Nach seiner Entlassung aus der Armee ließ er sich in Kalifornien nieder, spielte in Clubs und arbeitete dort mit Buddy Collette, Art Pepper, Frank Rosolino, Howard Rumsey, Plas Johnson und Bill Holman/Mel Lewis (1958, mit denen er aufnahm), 1955 auch mit Eric Dolphys Band, die im Club Oasis auftrat.
Im Jahr 1958 lud ihn Ella Fitzgeralds Manager Norman Granz ein, in ihrer Begleitband zu spielen; die nächsten fünf Jahre arbeitete er mit der Sängerin und war an zahlreichen Tourneen (so 1959 und 1960 in Europa), wie für Norman Granz’ Jazz at the Philharmonic, und Plattenaufnahmen beteiligt. Ihre Begleitcombo wurde alternierend von den Pianisten Paul Smith und Lou Levy geleitet. Er spielte 1958 bis 1962 bei Ella Fitzgerald, zu hören u. a. auf The Lost Berlin Tapes. Außerdem spielte er mit Tony Scott, Kay Starr, Bobby Troup und ab 1963 mit Paul Smith.
Zurück in Los Angeles spielte Middlebrooks in den folgenden 13 Jahren mit Paul Smith im Club Velvet Turtle in Redondo Beach. 1977 hatte er einen Filmauftritt in New York, New York als Bassist. Da er in dieser Zeit von der Musik nicht allein leben konnte, arbeitete er beim US Postal Service. In seinem Ruhestand arbeitete er weiterhin als freischaffender Musiker und unterrichtete Kinder in Chattanoogas African-American Museum.